# Ахмадхан Хасбулатов
Ахмадхан Хасбулатов (ум. в 1771 году) — чеченский князь, сын  Алисултана Топлинского, человека который принимал весьма активное участие в политических событиях региона - сына Хасбулата, сына князя Баммата.
Князь Ахмадхан, которого И.А.Гюльденштедт называет в своем тексте, примерно под 1770 год, был правителем аварцев и чеченцев, пытавшихся воевать против Российской империи. Антиимперское восстание на Северо-восточном Кавказе, произошедшее, наверное, не без турецкого «пальца» в 1770 году под руководством князя Ахмадхана вызвало крупные последствия. В нём приняли участие (можно предположить на основании документа от 1768 года) горные вайнахи (чеберлоевцы и шатоевцы), гумбетовцы и Мухаммад-нуцал. С одной стороны власть в княжестве Гумбета и Чечни перешла в руки старика Алисултана, который быстро наладил отношения с российской военно-административной машиной, отдав своего сына, но не Ахмадхана, в Кизляр, в качестве заложника. С другой же стороны - российские власти, действовавшие на Северном Кавказе, были вынуждены теперь согласиться с провалом своей авантюры: отрыв «чеченских» селений Герменчук и Шали от княжества Турловых и передача их под власть Давлетгирея Черкасского.
Уже в конце 50-х годов XVIII века Давлетгирей, ссорившийся тогда с Арсланбеком Айдемировым, был вынужден уйти из чеченского предгорья на правобережье Терека (район села Виноградное), а в 1772 году его приемник и наследник официально отказался - под влиянием русских - от своих феодальных прав на Герменчук и Шали. Сделал он это, при чем, в пользу Турловых</ref> Бутков Материалы для новой истории, т. I, с. 302</ref>. Наличные источники наводят на мысль, что князь Арсланбек уступил, к самому концу 60-х годов XVIII века (может быть, по состоянию здоровья или же, что более вероятно, в связи с ростом антироссийских на строений в регионе), власть над Чечней своему относительно близкому родичу Ахмадхану. Дело в том, что в указанное время источники обозначают этого Арсланбека в качестве правителя лишь чеченского село Атага, стоящего близ входа в Аргунское ущелье.
Правление князя Ахмадхана в Чечне началось примерно в конце 1769 - 1770 годов и продолжалось оно, видимо, лишь до начала 70-х годов данного столетия, когда этот князь умер. После этого к власти в названном княжестве, думается, пришел - примерно, на три года - его отец Алисултан, а когда последний умер (в 1774/1775гг.), на "престол" Чечни вернулся князь Арсланбек - сын князя Айдемира Бардыханова. Названный северокавказский феодал, как отмечалось выше, сидел в 1770 году на владельческих правах в селе Атага, будучи отстраненным тогда от осуществления политической власти в пределах всей территории - представлявшей собой горы, предгорья и равнины - подвластной династии Турловых.</ref> Гюльденштедт. Географическое описание, с.85-86<ref>